# Emiliano Zapata (Morelos)
Emiliano Zapata is een voorstad van Cuernavaca, in de Mexicaanse staat Morelos. De plaats heeft 39.702 inwoners (census 2005) en is de hoofdplaats van de gemeente Emiliano Zapata.
In het verleden heette Emiliano Zapata Zacualpan, maar de plaats is hernoemd ter ere van Emiliano Zapata.